# كاثرين ماثيسون
كاثرين ماثيسون (بالإنجليزية: Katherine Mathieson)‏ هي أحيائية بريطانية، ولدت في 17 أغسطس 1975.